# Auch Killer müssen sterben
Auch Killer müssen sterben (auch Das Geheimnis der schwarzen Hand, Originaltitel: La mano nera) ist ein italienischer Kriminalfilm aus dem Jahr 1973 von Antonio Racioppi über den italoamerikanischen Polizist Joseph „Joe“ Petrosino, der in New York City die sogenannte „Schwarze Hand“ bekämpfte.

## Handlung
Der sizilianische Auswanderer Antonio gerät in den USA in die Klauen der Mafia, die ihre Landsleute in New York City in Angst und Schrecken versetzt. Mit stummer Billigung tötet Tonio den Mörder seines besten Freundes Salvatore, nachdem dieser von einem Schutzgeldeintreiber ermordet wurde. Tonio wird anschließend in die „Familie“ aufgenommen, an die er durch den vertuschten Mord noch fester gebunden ist. Er verliebt sich in die angebliche Professionelle namens Angela und rettet sie vor einer Club-Laufbahn, verstößt dadurch aber gegen die Regeln der Familie. Für Antonio und seine Geliebte wird die Luft immer dünner. Auch Leutnant Joseph Petrosino rückt der Organisation immer mehr auf die Pelle.

## Veröffentlichung
Der von In.Ci.S. (Industria Cinematografica Siciliana) produzierte Film wurde in Italien von Roma Film veröffentlicht und spielte im Kino seit seiner Premiere am 16. März 1973 230,363 Mio. italienische Lira ein.
In Deutschland erschien der Film in zwei verschiedenen Fassungen. Neben der FSK-ungeprüften Uncut-Version auf Video, kam eine gekürzte FSK 16-Fassung auf VHS sowie DVD heraus. Erst anno 2021 schaffte es der Film in der ungeschnittenen Version auf DVD. Diese stammt aus dem Hause Mr. Banker Films und ist 1:03 Minuten länger als die 16er-Fassung.

## Trivia
Anfang 2017 wurde bekannt gegeben, dass Paramount Pictures die Rechte an Stephan Taltys Buch The Black Hand: The Epic War Between a Brilliant Detective and the Deadliest Secret Society in American History, welches am 25. April 2017 veröffentlicht wurde, erworben hat und als Adaption des Buches eine Verfilmung plane bei der Leonardo DiCaprio als Produzent und Hauptdarsteller fungieren soll.
Auch in der Serie Peaky Blinders wird in der vierten Staffel das Thema der schwarzen Hand als Zeichen der Italo-Amerikanischen Mafia verwendet. 